# GCN
Global Communications Network (GCN) is een freeware-chatprogramma dat het Jabber/XMPP-protocol voor instant messaging gebruikt. Het programma is enkel beschikbaar voor Windows en bevat banners met reclameadvertenties.